# Gracie Abrams
Gracie Madigan Abrams, née le 7 septembre 1999 à Los Angeles, est une autrice-compositrice-interprète américaine. 
En 2020, Gracie Abrams sort son premier EP, Minor, signé sur le label Interscope Records. Elle en sort un deuxième en 2021, intitulé This Is What It Feels Like, puis son premier album Good Riddance en 2023. Son deuxième album The Secret of Us sort en 2024.

## Biographie

### Jeunesse et formation
Gracie Madigan Abrams est née le 7 septembre 1999 dans le comté de Los Angeles, en Californie. Elle est la fille du réalisateur J. J. Abrams, et de Katie McGrath, productrice de cinéma et de télévision,. La famille de son père est juive, tandis que celle de sa mère est catholique irlandaise. Issue d'une famille de trois enfants, Gracie Abrams a deux frères, un frère aîné Henry et un petit frère August,,.
Dès son plus jeune âge, elle s'intéresse à la musique. Elle fréquente l'Archer School for Girls. Après avoir obtenu son diplôme d'études secondaires en 2018, Gracie Abrams étudie les relations internationales au Barnard College, mais décide de mettre ses études en pause après sa première année, pour se consacrer pleinement à la musique.

### Carrière

#### Débuts etMinor(2019 - 2021)
En octobre 2019, Gracie Abrams sort son premier single, Mean It, signé sur le label Interscope Records. Le 14 juillet 2020, elle sort son premier EP, Minor, porté par plusieurs singles, dont I Miss You, I'm Sorry et 21.
Le 24 mars 2021, elle sort un single avec Benny Blanco intitulé Unlearn. Le morceau figure sur l'album Friends Keep Secrets 2 de Benny Blanco. Le 7 mai 2021, Gracie Abrams sort le single Mess It Up.

#### This Is What It Feels Like(2021 - 2022)
En octobre 2021, un nouveau single est publié, intitulé Feels Like. Suivi par la sortie du titre Rockland, composé avec Aaron Dessner. En début novembre 2021, Gracie Abrams annonce la sortie prochaine de son deuxième projet nommé This Is What It Feels Like. Le projet sort le 12 novembre 2021. Il s'agit d'un EP porté par les singles Feels Like et Rockland, sorti plus tôt dans l'année. Pour défendre l'EP, Gracie Abrams se produit sur scène lors de sa tournée This Is What It Feels Like Tour, qui commence le 2 février 2022 à Salt Lake City, et se termine le 31 mai 2022 à Stockholm. En 2022, Gracie Abrams est invitée par la chanteuse Olivia Rodrigo pour assurer des premières parties de sa tournée Sour Tour.

#### Good Riddance(2022 - 2023)
En avril et octobre 2022, Gracie Abrams sort les singles Block Me Out et Difficult. Le morceau I Miss You, I'm Sorry de Gracie Abrams est utilisé dans l'épisode 10 de la saison 2 de la série Ginny et Georgia, mise en ligne le 5 janvier 2023 sur Netflix.
En 2023 et en 2024 Gracie Abrams assure la première partie de plusieurs des concerts de la tournée américaine intitulée The Eras Tour de la chanteuse Taylor Swift. Le 9 janvier 2023, Gracie Abrams annonce la sortie de son premier album, Good Riddance, prévu pour le 24 février 2023. Le premier single intitulé Where Do We Go Now ? sort le 13 janvier 2023 pour l'occasion. Il est suivi du titre Amelie, le 10 février. L'édition deluxe de l'album sort le 24 avril 2023 et comprend Block me out, ainsi que 3 nouvelles chansons. Elle s'est également lancée dans sa troisième tournée en tête d'affiche, The Good Riddance Tour. Le 8 novembre 2023 sort, la chanson Cedar issue de la bande originale de la saison 1 de The Buccaneers. Gracie est également nommée en tant que meilleur nouvel artiste pour la 66e édition des Grammy Awards. Le 1er décembre 2023, Gracie Abrams et Noah Kahan publient la chanson Everywhere, Everything, permettant à Gracie d'entrer pour la première fois dans le classement du Billboard Hot 100.

#### The Secret of Us(2024)
Le 29 avril 2024, Gracie Abrams annonce la sortie de son deuxième album intitulé The Secret of Us pour le 21 juin 2024. Risk, le premier single du nouvel opus sort le 1er mai 2024, il est suivi de Close To You le 7 juin 2024. Quelques jours plus tard, Gracie annonce la branche américaine de sa tournée The Secret of Us Tour, prévue à l'automne 2024. À sa sortie, The Secret of Us devient le sixième plus gros démarrage de l'année 2024 pour un album d'une artiste féminine sur Spotify.

### Vie privée
De 2017 à 2022, Gracie Abrams est en couple avec l'auteur-compositeur et producteur Blake Slatkin (en).
Elle est en couple avec Paul Mescal depuis août 2024.

## Influences et accueil
Gracie Abrams cite comme influences les musiciens Joni Mitchell, Simon and Garfunkel, Elvis Costello, Bon Iver, Elliott Smith, Kate Bush, The 1975, James Blake, Taylor Swift, Lorde, Metric, The Killers, Harry Styles et Phoebe Bridgers,,,.
Taylor Swift, Phoebe Bridgers, Lorde, Post Malone, Billie Eilish et Olivia Rodrigo ont chacun exprimé leur admiration pour Gracie Abrams,,,.

## Activisme
En 2022, à la suite de la divulgation d'un d'avis montrant que la Cour suprême des États-Unis prévoit d'annuler les droits à l'avortement établis par l'arrêté Roe v. Wade, Gracie Abrams fait partie des 160 artistes musicaux, dont Clairo, Lorde, Olivia Rodrigo et Phoebe Bridgers, à signer une publicité d'une page entière dans le New York Times en mai 2022 condamnant la décision prévue par la Cour suprême,. En juillet 2022, Gracie Abrams sort un t-shirt en édition limitée dont l'intégralité des bénéfices ira au National Network of Abortion Funds. Bien que ce ne soit « qu'une petite partie d'un effort massivement anti-démocratique qui est en cours dans ce pays », admet Abrams, elle pense qu'elle peut « utiliser [s]a plate-forme pour amplifier la voix des experts en ce moment ».
Dans une interview donnée en 2020, Gracie Abrams soutenait l'expression d'opinions personnelles à travers la musique, en affirmant : « Je ne peux pas séparer ma musique de mes opinions… c'est un tout qui reflète ma façon de penser. Vous ne devriez pas avoir peur de parler de ce en quoi vous croyez ».

## Discographie

### Albums studio
- 2023 : Good Riddance (en)
- 2024 : The Secret of Us (en)

### EPs
- 2020 : Minor
- 2021 : This Is What It Feels Like

### Singles
- 2019 : Mean It
- 2019 : Stay
- 2020 : 21
- 2020 : I Miss You, I'm Sorry
- 2020 : Long Sleeves
- 2020 : Friend
- 2020 : Brush Fire
- 2021 : Mess It Up
- 2021 : Feels Like
- 2021 : Rockland
- 2021 : Alright
- 2022 : Block Me Out
- 2022 : Difficult
- 2023 : Where Do We Go Now ?
- 2024 : Risk
- 2024 : Close to You (en)
- 2024 : I Love You, I'm Sorry (en)
- 2024 : That's So True (en)

### Apparitions
- 2017 : Pad Thai (TJANI avec Gracie Abrams)
- 2021 : Unlearn (Benny Blanco avec Gracie Abrams) sur l'album Friends Keep Secrets 2
- 2023 : Cedar (figurant sur la bande originale de la saison 1 de la série The Buccaneers)[40]
- 2025 : Call Me When You Break Up (Selena Gomez avec Benny Blanco et Gracie Abrams)[41]

## Tournées

### Tête d'affiche
- I've missed you, I'm Sorry Tour (2021)
- This Is What It Feels Like Tour (2022)
- The Good Riddance Tour (2023/2024)
- The Secret of Us Tour (2024/2025)

### Première partie
- Olivia Rodrigo - Sour Tour (2022)
- Taylor Swift - The Eras Tour (2023/2024)

## Distinctions

### Nominations
- Grammy Awards 2024 : Meilleur nouvel artiste
- Grammy Awards 2025 : Best Pop Duo/Group Performance pour us. (feat. Taylor Swift)